# Reclamo
Se entiende por reclamo a un aparato que imita el sonido que emite un animal. Normalmente son instrumentos aerófonos o bocinas. En la mayoría de los casos el sonido que estos aparatos producen suele imitar el de las aves. El reclamo es, por ello, una ayuda para el cazador que practique la modalidad de caza menor o el silvestrismo.
También se hacen reclamos vocales con la misma función que los silbatos anteriormente citados. El del pato (reb-reb) es particularmente conocido.
- Datos: Q116481618
- Multimedia: Game calls / Q116481618